# Liste du patrimoine culturel immatériel de l'humanité en Autriche
Cet article recense les pratiques inscrites au patrimoine culturel immatériel en Autriche.

## Statistiques
L'Autriche a ratifié la convention pour la sauvegarde du patrimoine culturel immatériel le 9 avril 2009. La première pratique protégée est inscrite en 2012.
En 2024, l'Autriche compte 12 éléments inscrits au patrimoine culturel immatériel, 10 sur la liste représentative et 2 au registre des meilleures pratiques de sauvegarde.

## Listes

### Liste représentative
Les éléments suivants sont inscrits sur la liste représentative du patrimoine culturel immatériel de l'humanité :
| Élément | Type | Subdivision | Année | Lien  | Notes | Illus. |
| --- | --- | ----------- | ----- | ----- | --- | ------ |
| Schemenlaufen (de), le carnaval d'Imst, Autriche                                                                  | pratiques sociales, rituels et événements festifs | Imst        | 2012  | 00726 | |        |
| L'équitation classique et la Haute École de l'École d'équitation espagnole de Vienne                              | connaissances et pratiques concernant la nature et l’univers arts du spectacle | Vienne]     | 2015  | 01106 | |        |
| La fauconnerie, un patrimoine humain vivant                                                                       | connaissances et pratiques concernant la nature et l’univers |             | 2016  | 01708 | Partagé avec l'Allemagne, l'Arabie saoudite, la Belgique, la Corée du Sud, la Croatie, les Émirats arabes unis, l'Espagne, la France, la Hongrie, l'Irlande, l'Italie, le Kazakhstan, le Kirghizistan, le Maroc, la Mongolie, le Pakistan, les Pays-Bas, la Pologne, le Portugal, le Qatar, la Syrie et la République tchèque |        |
| La gestion du danger d'avalanches                                                                                 | connaissances et pratiques concernant la nature et l’univers |             | 2018  | 01380 | Partagé avec la Suisse |        |
| Le Blaudruck/Modrotisk/ Kékfestés/Modrotlač, impression de réserves à la planche et teinture à l'indigo en Europe | savoir-faire liés à l'artisanat traditionnel |             | 2018  | 01365 | Partagé avec l'Allemagne, la Hongrie, la Slovaquie et la République tchèque |        |
| La Transhumance, déplacement saisonnier de troupeaux                                                              | connaissances et pratiques concernant la nature et l'univers |             | 2019  | 01964 | Partagé en 2019 avec la Grèce et l'Italie Étendu en 2023 à l'Albanie, Andorre, la Croatie, l'Espagne, la France, le Luxembourg et la Roumanie |        |
| Le radelage | traditions et expressions orales connaissances et pratiques concernant la nature et l'univers savoir-faire liés à l'artisanat traditionnel.                                                  |             | 2022  | 01866 | Partagé avec l'Allemagne, l'Espagne, la Lettonie, la Pologne et la Tchéquie |        |
| Les traditions d'élevage des chevaux Lipizzan                                                                     | connaissances et pratiques concernant la nature et l'univers |             | 2022  | 01687 | Partagé avec la Bosnie-Herzégovine, la Croatie, la Hongrie, l'Italie, la Roumanie, la Slovaquie et la Slovénie |        |
| L'irrigation traditionnelle : connaissance, technique et organisation                                             | connaissances et pratiques concernant la nature et l'univers savoir-faire liés à l'artisanat traditionnel                                                                                    |             | 2023  | 01979 | Partagé avec l'Allemagne, la Belgique, l'Italie, le Luxembourg, les Pays-Bas et la Suisse |        |
| L'art de la construction en pierre sèche : savoir-faire et techniques                                             | connaissances et pratiques concernant la nature et l'univers pratiques sociales, rituels et événements festifs savoir-faire liés à l’artisanat traditionnel traditions et expressions orales |             | 2024  | 02106 | Partagé avec l'Andorre, la Belgique, Chypre, la Croatie, l'Espagne, la France, la Grèce, l'Irlande, l'Italie, le Luxembourg, la Slovénie et la Suisse |        |

### Patrimoine immatériel nécessitant une sauvegarde urgente
L'Autriche ne compte aucun élément listé sur la liste du patrimoine immatériel nécessitant une sauvegarde urgente.

### Registre des meilleures pratiques de sauvegarde
L'Autriche compte 2 pratiques listées au registre des meilleures pratiques de sauvegarde :
| Élément | Type                                         | Subdivision                                       | Année | Lien  | Notes | Illus. |
| --- | -------------------------------------------- | ------------------------------------------------- | ----- | ----- | --- | ------ |
| Les centres régionaux de l'artisanat, stratégie pour sauvegarder le patrimoine culturel de l'artisanat traditionnel                                                               | savoir-faire liés à l’artisanat traditionnel | Bregenzerwald, Haslach an der Mühl, Salzkammergut | 2016  | 01169 | comprend les centres Werkraum Bregenzerwald, Hand.Werk.Haus Salzkammergut et Textiles Zentrum Haslach (de) |        |
| Les techniques artisanales et les pratiques coutumières des ateliers de cathédrales, ou "Bauhütten", en Europe, savoir-faire, transmission, développement des savoirs, innovation | savoir-faire liés à l’artisanat traditionnel |                                                   | 2020  | 01558 | partagé avec l'Allemagne, la France, la Norvège et la Suisse                                               |        |